# CA 15-3
CA 15.3, é o marcador tumoral, por excelência, do câncer de mama, pois é o mais sensível e específico, sendo superior ao CEA (Antígeno Carcinoembrionário).
O antígeno do câncer 15.3 é uma glicoproteína de 300-400Kd produzida pelas células epiteliais glandulares. Seu valor normal de referência é 25U/mL. Apenas 1,3% da população sadia tem CA 15.3 elevado.
Esta glicoproteína semelhante à mucina de alto peso molecular, que tem sido identificada no epitélio mamário por dois anticorpos monoclonais, ativos contra diferentes determinantes antigênicos. Sua dosagem no soro é importante para acompanhar e avaliar a eficácia do tratamento e o aparecimento de metástases e recidivas do carcinoma de mama.

## Câncer de mama
O uso de CA 15-3 na detecção de câncer de mama é limitado. Seus níveis elevados são observados em 30-40% dos casos de câncer de mama não metastático e 70% dos casos de câncer de mama metastático , dependendo da gravidade da doença. O CA 15-3 também é importante no diagnóstico de lesões fronteiriças, como displasias mamárias muito proliferativas, em que os valores se encontram em torno de 30U/mL, ou seja, dentro dos níveis apresentados por mulheres ditas normais. Tem maior sensibilidade que o CEA na detecção das metástases para linfonodos, fígado e ossos. Os dois marcadores devem ser usados em conjunto para a monitoração do câncer de mama.
Níveis elevados de CA 15.3 foram observados em várias outras neoplasias, tais como: câncer de ovário, pulmão, colo uterino, hepatocarcinoma e linfomas. Níveis elevados de CA 15.3 são também observados em várias outras doenças, tais como: hepatite crônica, tuberculose, sarcoidose e lúpus eritematoso sistêmico.